# Tryssaturopsis solivagus
Tryssaturopsis solivagus är en kvalsterart som beskrevs av Cook 1983. Tryssaturopsis solivagus ingår i släktet Tryssaturopsis och familjen Aturidae. Inga underarter finns listade i Catalogue of Life.